# Península de Mani
Mani (grec: Μάνη) és una de les tres penínsules meridionals del Peloponès. Situada al mig de les tres, la punta forma el cap Tenaro (o Matapan), que és l'extrem sud del continent europeu.
És molt abrupta i constituïda per muntanyes que s'endinsen en el mar; a l'est en les aigües del golf de Lacònia i a ponent en les del golf de Messènia. La costa és plena de petites cales i platges verges i poc concorregudes així com d'alguns penya-segats.
Degut a la seva orografia que en fa difícil l'accés, mai va patir l'ocupació otomana. Tanmateix, els seus nuclis de població -molt disseminats- es caracteritzen per l'existència de múltiples (unes 800) torres (pírgoi) que cada família aixecava segons les seves possibilitats, per defensar-se de les altres famílies veïnes. També s'hi troben moltes esglesioles romanes d'Orient, algunes de les quals guarden notables pintures al fresc, encara que hi ha forces dificultats per accedir al seu interior.
A Mani hi van trobar refugi els últims espartans, foragitats de la seva ciutat, i al llarg de la història ha sigut terra de mariners, pirates i guerrillers, molts d'ells importants protagonistes de la Guerra d'independència grega, durant la primera meitat del segle xix. Després de la Revolta d'Orlov va obtenir autonomia, sent governada per un bei propi.